# Лівійський флот
Лівійський флот (лат. Classis Nova Libyca) — один з провінційних у складі давньоримського флоту часів Римської імперії, що діяв у II—III ст. Охороняв узбережжя провінції Нова Лівія та забезпечував транспортування єгипетського хлібу до Італії.

## Історія
Створено у 180 році рішенням імператора Коммода зі складу Александрійського флоту з метою захисту транспортів із зерном з Єгипту до інших провінцій, насамперед Італії та Ахайї. Взаємодіяв з Мізенським флотом. Інформації про власне історичні події щодо нього недостатньо. Ймовірно під час реформ Діоклетіана знову був об'єднано з Александрійським флотом.

## Характеристика
Головною базою була Птолемаїда Киренська. Стоянками (лат. stationes) були: Беренаїка, Аполлонія Киренська. В обов'язки входив захист узбережжя Киренаїки (Нової Лівії) від піратів та допомога у придушення повстань в провінції. Діяв також в затоці Великий Сирт. 
З огляду на початкове призначення тривалий час у флоті переважали вантажні судна. Лише з початку III ст. збільшується кількість транспортних та військових кораблів.
Розмір платні рядових змінювався від 150 денаріїв на рік (за Коммода) до 225 (за Каракалли).

## Управління
На чолі флоту стояв морський префект (лат. praefectus classis) зі статусом ducenarius. Призначався з числа вершників в статусі procuratores centenarii, що мав статки 200 тис. сестерціїв на рік. Підпорядковувався коміту Лівії.
Його заступником був препозит флоту. Капітани кораблів називалися трієрархами (лат. trierarchus), командувачі «ескадрами» — навархами (лат. nauarchus), старший з яких називався першим навархом (лат. nauarchus princeps) навархом-архікерманичем (лат. nauarchus archigybernes). У III ст. було впроваджено посаду морського трибуна (лат. tribunus classis), який перебрав обов'язки першого наварха. Пізніше його назвали також трибун лібурн (лат. tribunus liburnarum).
Термін служби зазвичай становив 26 років, з III ст. — 28 років, іноді відомі й більш тривалі терміни служби. Після почесного звільнення (лат. honesta missio) вони отримували компенсацію грошима або шматком орної землі, здобуття римського громадянства і права одружуватися.